# Montory
Montory (en basque: Montori ou Berorize) est une commune française située dans le département des Pyrénées-Atlantiques, en région Nouvelle-Aquitaine.
Le gentilé est Montoriar (ou Beroriztar).

## Géographie

### Localisation
La commune de Montory se trouve dans le département des Pyrénées-Atlantiques, en région Nouvelle-Aquitaine.
Elle se situe à 57 km par la route de Pau, préfecture du département, à 24 km d'Oloron-Sainte-Marie, sous-préfecture, et à 20 km de Mauléon-Licharre, bureau centralisateur du canton de Montagne Basque dont dépend la commune depuis 2015 pour les élections départementales.
La commune fait en outre partie du bassin de vie de Mauléon-Licharre.
Les communes les plus proches sont : 
Haux (3,3 km), Laguinge-Restoue (3,9 km), Tardets-Sorholus (4,2 km), Lichans-Sunhar (4,5 km), Lanne-en-Barétous (5,1 km), Alos-Sibas-Abense (5,3 km), Licq-Athérey (5,8 km), Trois-Villes (6,3 km).
Sur le plan historique et culturel, Montory fait partie de la province de la Soule, un des sept territoires composant le Pays basque,. La Basse-Navarre en est la province la plus variée en ce qui concerne son patrimoine, mais aussi la plus complexe du fait de son morcellement géographique. Depuis 1999, l'Académie de la langue basque ou Euskalzaindia divise le territoire du Labourd en six zones,. La Soule, traversée par la vallée du Saison, est restée repliée sur ses traditions (mascarades, pastorales, chasse à la palombe, etc). Elle se divise en Arbaille, Basse-Soule et Haute-Soule, dont fait partie la commune.

### Communes limitrophes
Les communes limitrophes sont  Barcus, Haux, Laguinge-Restoue, Lanne-en-Barétous et Tardets-Sorholus.
| Tardets-Sorholus | Barcus  |                   |
| Laguinge-Restoue | Montory | Lanne-en-Barétous |
| Haux             |         |                   |

### Paysages et relief

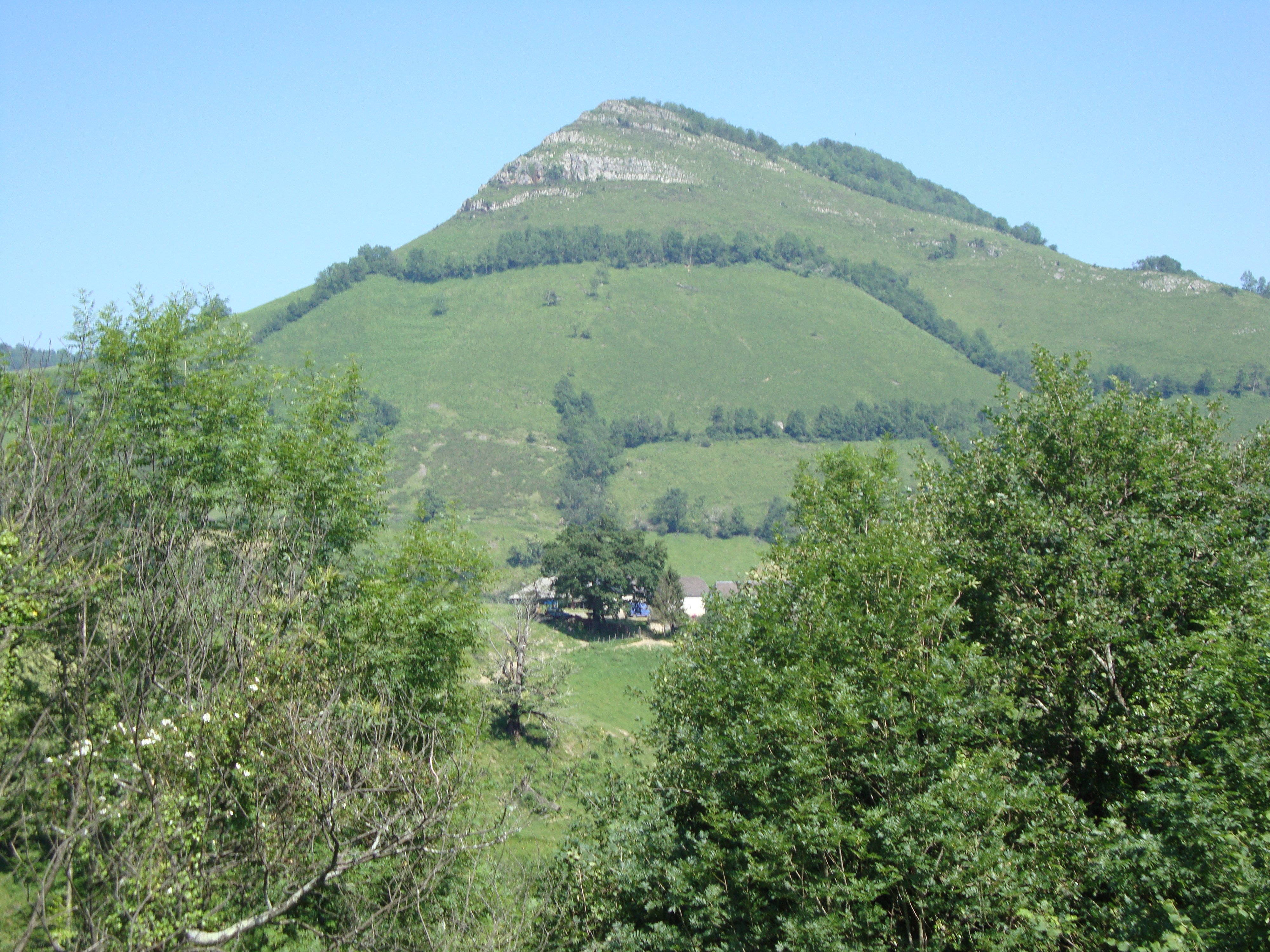
Mont Begousse (767 m).

La falaise d'Arguibelle, d'une surface de 13,68 hectares, est un des sites du conservatoire régional des espaces naturels des Pyrénées. Le nom Arguibel pourrait venir du basque hari guibel ('pierre derrière') ou argui guibel ('lumière derrière'  puisque le soleil se lève derrière Arguibelle).
À l'ouest se trouve la colline Bégousse, en basque Bégozze, qui pourrait provenir de béa gozze ('seule la faim'). Sur les flancs de cette colline se trouvent les vestiges d'anciennes mines de fer exploitées dès le XVIIe siècle et plus récemment entre 1815 et 1868.
Au nord, la colline d'Eretzu, qui s'écrivait Aretzu jusqu'en 1828 (du béarnais arè et zu ou sus, 'rien dessus' ?) est couverte d'une forêt en mauvais état (d'après Louis de Froidour en 1670) appartenant au roi puis à l'État. Elle fut vendue aux enchères par la préfecture en 1832 à divers particuliers. Elle appartient encore aujourd'hui en totalité à des intérêts privés.

### Hydrographie

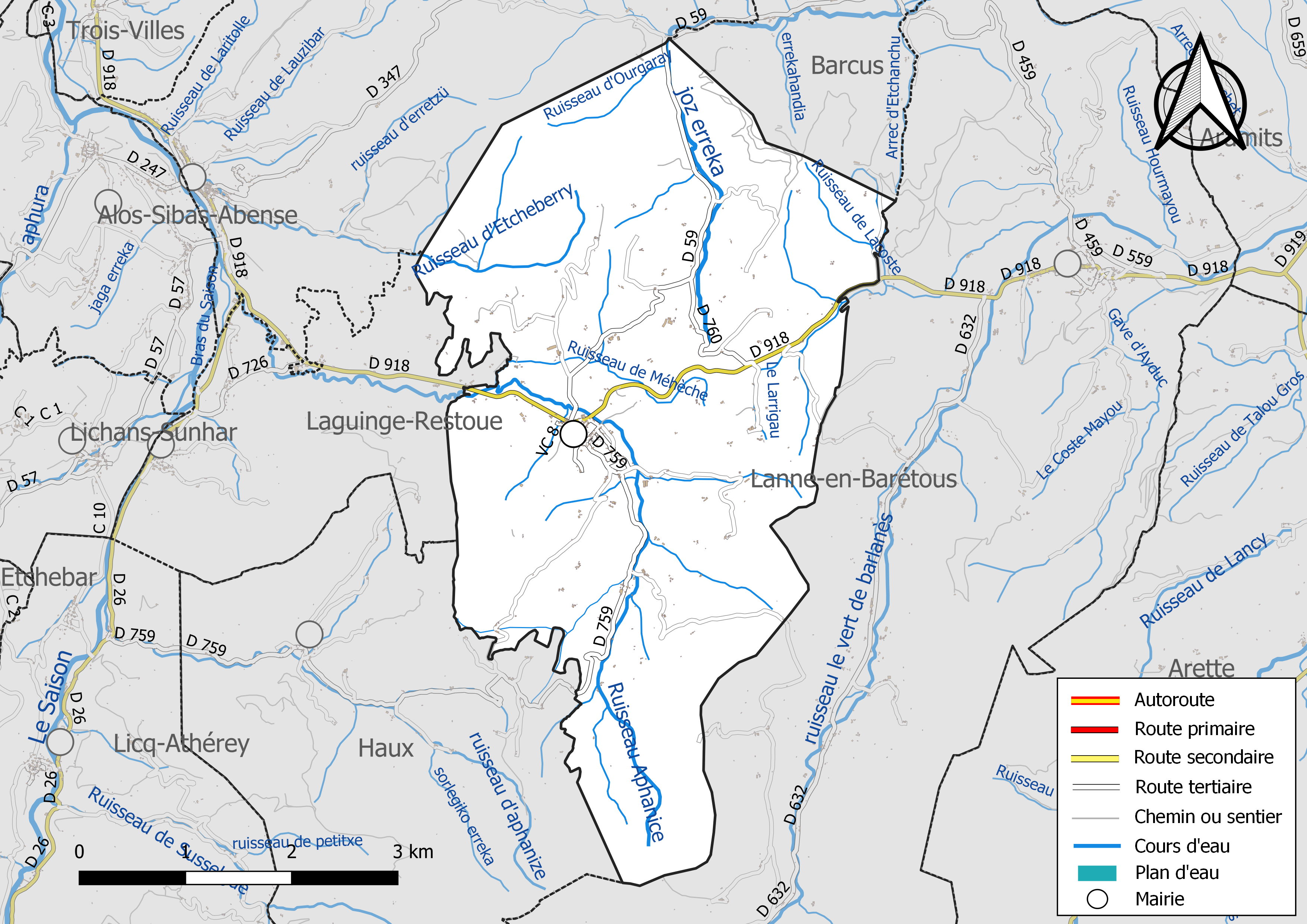
Réseaux hydrographique et routier de Montory.

La commune est traversée par le Joos, qui alimente plus loin le gave d'Oloron, et par ses affluents, les ruisseaux d'Ourgaray et de Bellocq.
Des affluents du Saison sont également présents sur la commune : les ruisseaux la Batasse (10,1 km) (et son affluent, le ruisseau de Méhèche), et d'Etcheberry (et ses affluents, les ruisseaux de Goyhenlepoue et de Lichallaréque).
Des affluents de l'arrec de Bitole (16,7 km) arrosent aussi la commune tels que le ruisseau le Larrigau et son affluent, le ruisseau de Lacoste.

### Climat
Pour des articles plus généraux, voir Climat de la Nouvelle-Aquitaine et Climat des Pyrénées-Atlantiques.
Historiquement, la commune est exposée à un climat de montagne.  
En 2020, Météo-France publie une typologie des climats de la France métropolitaine dans laquelle la commune est toujours exposée à un climat de montagne et est dans la région climatique Pyrénées atlantiques, caractérisée par une pluviométrie élevée (>1 200 mm/an) en toutes saisons, des hivers très doux (7,5 °C en plaine) et des vents faibles.
Pour la période 1971-2000, la température annuelle moyenne est de 12,9 °C, avec une amplitude thermique annuelle de 13,4 °C. Le cumul annuel moyen de précipitations est de 1 520 mm, avec 11,2 jours de précipitations en janvier et 9,7 jours en juillet. Pour la période 1991-2020, la température moyenne annuelle observée sur la station météorologique la plus proche, située sur la commune de Licq-Athérey à 6 km à vol d'oiseau, est de 13,1 °C et le cumul annuel moyen de précipitations est de 1 528,1 mm,. Pour l'avenir, les paramètres climatiques de la commune estimés pour 2050 selon différents scénarios d’émission de gaz à effet de serre sont consultables sur un site dédié publié par Météo-France en novembre 2022.

### Milieux naturels et biodiversité

#### Réseau Natura 2000
Le réseau Natura 2000 est un réseau écologique européen de sites naturels d'intérêt écologique élaboré à partir des Directives « Habitats » et « Oiseaux », constitué de zones spéciales de conservation (ZSC) et de zones de protection spéciale (ZPS).
Trois sites Natura 2000 ont été définis sur la commune au titre de la « directive Habitats », : 
- « le Saison (cours d'eau) », d'une superficie de 2 200 ha, un cours d'eau de très bonne qualité à salmonidés[23] ;
- les « montagnes du Barétous », d'une superficie de 14 421 ha, présentant une flore très diversifiée marquée par une nette influence atlantique et montagnarde. Elles se démarquent des autres massifs de la Haute Soule et du Barétous` notamment par sa flore caractéristique des tourbières comprenant de nombreuses espèces patrimoniales dont 16 espèces de sphaignes et 4 lycopodiacées[24] ;
- « le gave d'Oloron (cours d'eau) et marais de Labastide-Villefranche », d'une superficie de 2 547 ha, une rivière à saumon et écrevisse à pattes blanches[25] et une au titre de la « directive Oiseaux »[22],[Carte 2] :
- la « Haute Soule : massif de la Pierre Saint-Martin », d'une superficie de 18 312 ha, un vaste ensemble montagneux de basse à haute altitude[26].

#### Zones naturelles d'intérêt écologique, faunistique et floristique
L’inventaire des zones naturelles d'intérêt écologique, faunistique et floristique (ZNIEFF) a pour objectif de réaliser une couverture des zones les plus intéressantes sur le plan écologique, essentiellement dans la perspective d’améliorer la connaissance du patrimoine naturel national et de fournir aux différents décideurs un outil d’aide à la prise en compte de l’environnement dans l’aménagement du territoire.
Une ZNIEFF de type 1 est recensée sur la commune, : 
la « montagne d'Ahargou et mont Begousse » (3 233,01 ha), couvrant 6 communes du département et une ZNIEFF de type 2,, : 
le « bassin versant du Lausset et du Joos : bois, landes et zones tourbeuses » (19 519,13 ha), couvrant 23 communes du département.

## Urbanisme

### Typologie
Au 1er janvier 2024, Montory est catégorisée commune rurale à habitat très dispersé, selon la nouvelle grille communale de densité à sept niveaux définie par l'Insee en 2022.
Elle est située hors unité urbaine et hors attraction des villes,.

### Occupation des sols

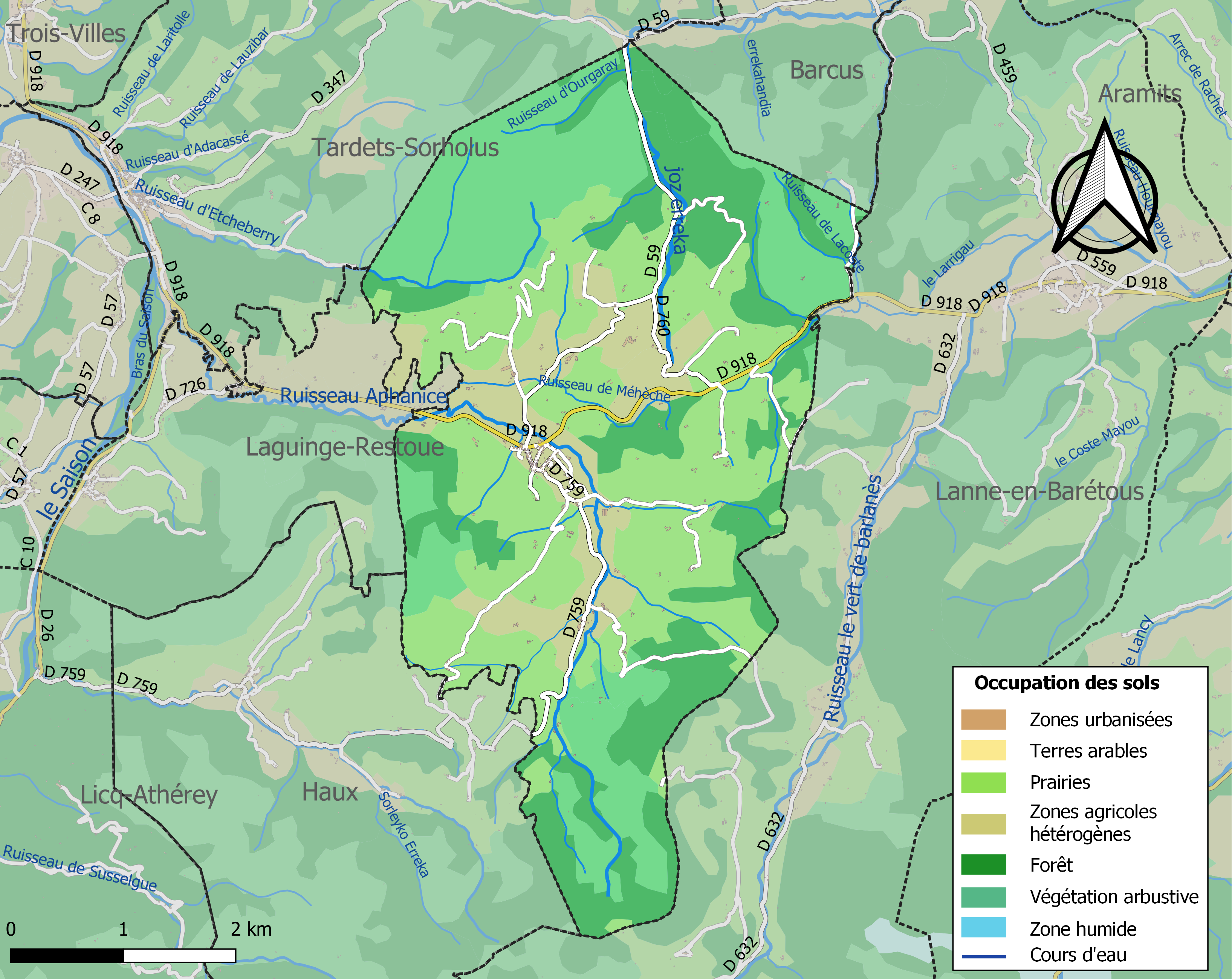
Carte des infrastructures et de l'occupation des sols de la commune en 2018 (CLC).

L'occupation des sols de la commune, telle qu'elle ressort de la base de données européenne d’occupation biophysique des sols Corine Land Cover (CLC), est marquée par l'importance des territoires agricoles (50,9 % en 2018), une proportion sensiblement équivalente à celle de 1990 (51,1 %). La répartition détaillée en 2018 est la suivante : 
prairies (36,9 %), forêts (24,7 %), milieux à végétation arbustive et/ou herbacée (24,4 %), zones agricoles hétérogènes (13,9 %). L'évolution de l’occupation des sols de la commune et de ses infrastructures peut être observée sur les différentes représentations cartographiques du territoire : la carte de Cassini (XVIIIe siècle), la carte d'état-major (1820-1866) et les cartes ou photos aériennes de l'IGN pour la période actuelle (1950 à aujourd'hui).

### Lieux-dits et hameaux
Sept quartiers composent la commune de Montory :
- Hargibel (Pic d'Arguibelle sur les cartes IGN) ;
- Odieta ;
- Beguza (Mont Begousse sur les cartes IGN) ;
- Erretzü ;
- Gastu ;
- Kostagañea ;
- Kharrika.

### Risques majeurs
Le territoire de la commune de Montory est vulnérable à différents aléas naturels : météorologiques (tempête, orage, neige, grand froid, canicule ou sécheresse), inondations, feux de forêts et séisme (sismicité moyenne). Un site publié par le BRGM permet d'évaluer simplement et rapidement les risques d'un bien localisé soit par son adresse soit par le numéro de sa parcelle.
Certaines parties du territoire communal sont susceptibles d’être affectées par le risque d’inondation par une crue torrentielle ou à montée rapide de cours d'eau, notamment le Joz erreka et le ruisseau Aphanice. La commune a été reconnue en état de catastrophe naturelle au titre des dommages causés par les inondations et coulées de boue survenues en 1982, 1983, 1992, 2008, 2009 et 2014,.
Montory est exposée au risque de feu de forêt. En 2020, le premier plan de protection des forêts contre les incendies (PDPFCI) a été adopté pour la période 2020-2030. La réglementation des usages du feu à l’air libre et les obligations légales de débroussaillement dans le département des Pyrénées-Atlantiques font l'objet d'une consultation de public ouverte du 16 septembre au 7 octobre 2022,.

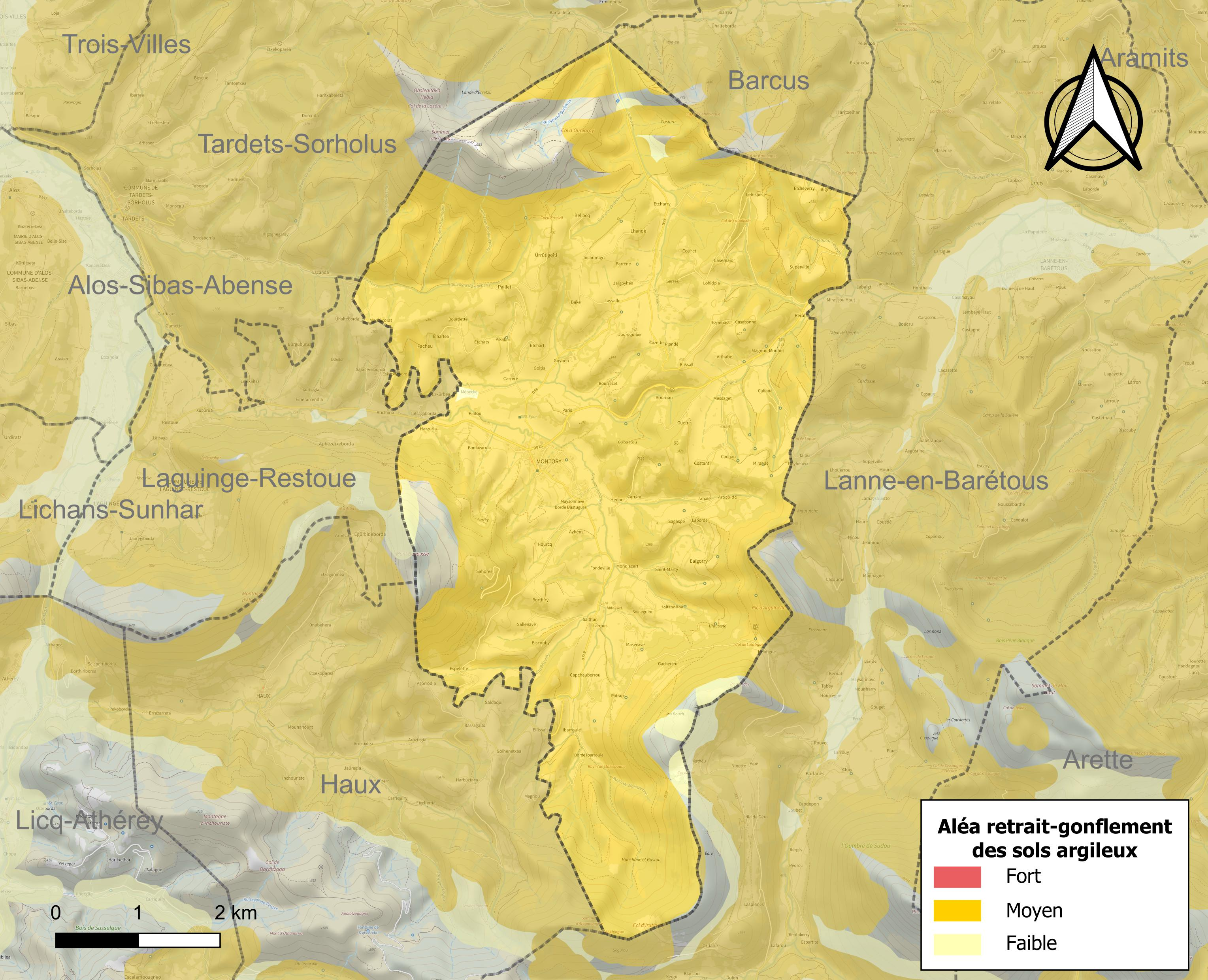
Carte des zones d'aléa retrait-gonflement des sols argileux de Montory.

Le retrait-gonflement des sols argileux est susceptible d'engendrer des dommages importants aux bâtiments en cas d’alternance de périodes de sécheresse et de pluie. 91,4 % de la superficie communale est en aléa moyen ou fort (59 % au niveau départemental et 48,5 % au niveau national). Depuis le 1er octobre 2020, en application de la loi ELAN, différentes contraintes s'imposent aux vendeurs, maîtres d'ouvrages ou constructeurs de biens situés dans une zone classée en aléa moyen ou fort,.

## Toponymie

### Attestations anciennes
Le toponyme Montory apparaît sous les formes Montori (1383, contrats de Luntz), Montoury (1563, aveux de Languedoc), Notre-Dame de Montory (1654, insinuations du diocèse d'Oloron).

### Étymologie
Montory pourrait dériver du latin promontorium ('avant montagne').

### Noms en basque et en occitan gascon
Montory dispose de deux noms en basque : Montori et Berorize. Ils furent normalisés par l'Académie de la langue basque le 18 décembre 1998, qui privilégie cependant la première forme.
Les gentilés correspondants sont montoriar et beroriztar, normalisés quant à eux le 24 janvier 1999.

## Politique et administration
| Période | Période  | Identité             | Étiquette | Qualité |
| ------- | -------- | -------------------- | --------- | ------- |
| 1983    | 2001     | Pierre Bozom         |           |         |
| 2001    | 2020     | Roger Lapeyrade      | DVG       |         |
| 2020    | En cours | Jean-Jacques Pontaut |           |         |

### Intercommunalité
La commune fait partie de cinq structures intercommunales :
- la communauté d'agglomération Pays basque ;
- le SIVOM du canton de Tardets ;
- le syndicat d'énergie des Pyrénées-Atlantiques ;
- le SIVU chargé du tourisme en Haute-Soule et Barétous ;
- l'agence publique de gestion locale.

## Population et société

### Démographie
Le Journal de Pierre Casalivetery, notaire à Mauléon, dénombre pour les années 1460-1481 11 feux à Montory, (il s'agissait des 'feux allumants' correspondant aux maisons mères ou principales) et 125 pour les années 1540-1548, signe d'une démographie en forte croissance. Le Censier gothique de la Soule rédigé en 1377 recensait déjà 76 ostau (maisons) à Montory.
L'évolution du nombre d'habitants est connue à travers les recensements de la population effectués dans la commune depuis 1793. Pour les communes de moins de 10 000 habitants, une enquête de recensement portant sur toute la population est réalisée tous les cinq ans, les populations de référence des années intermédiaires étant quant à elles estimées par interpolation ou extrapolation. Pour la commune, le premier recensement exhaustif entrant dans le cadre du nouveau dispositif a été réalisé en 2008.

En 2022, la commune comptait 314 habitants, en évolution de +4,32 % par rapport à 2016 (Pyrénées-Atlantiques : +3,78 %, France hors Mayotte : +2,11 %).
| 1793  | 1800 | 1806  | 1821  | 1831  | 1836  | 1841  | 1846  | 1851  |
| ----- | ---- | ----- | ----- | ----- | ----- | ----- | ----- | ----- |
| 1 114 | 735  | 1 260 | 1 269 | 1 306 | 1 300 | 1 251 | 1 244 | 1 287 |

| 1856  | 1861  | 1866  | 1872  | 1876  | 1881  | 1886 | 1891 | 1896 |
| ----- | ----- | ----- | ----- | ----- | ----- | ---- | ---- | ---- |
| 1 160 | 1 142 | 1 146 | 1 096 | 1 059 | 1 047 | 962  | 921  | 930  |

| 1901 | 1906 | 1911 | 1921 | 1926 | 1931 | 1936 | 1946 | 1954 |
| ---- | ---- | ---- | ---- | ---- | ---- | ---- | ---- | ---- |
| 904  | 900  | 830  | 782  | 759  | 675  | 682  | 635  | 581  |

| 1962 | 1968 | 1975 | 1982 | 1990 | 1999 | 2006 | 2008 | 2013 |
| ---- | ---- | ---- | ---- | ---- | ---- | ---- | ---- | ---- |
| 562  | 502  | 398  | 371  | 379  | 349  | 337  | 333  | 305  |

| 2018 | 2022 | - | - | - | - | - | - | - |
| ---- | ---- | - | - | - | - | - | - | - |
| 310  | 314  | - | - | - | - | - | - | - |

### Enseignement
La commune dispose d'une école élémentaire publique.

## Économie
L'activité est essentiellement tournée vers l'agriculture (élevage brebis laitières de race basco-béarnaises et vaches blondes d'Aquitaine pour la boucherie et l'exportation (Italie et Espagne). La commune fait partie de la zone d'appellation de l'ossau-iraty.

## Culture locale et patrimoine

### Patrimoine linguistique

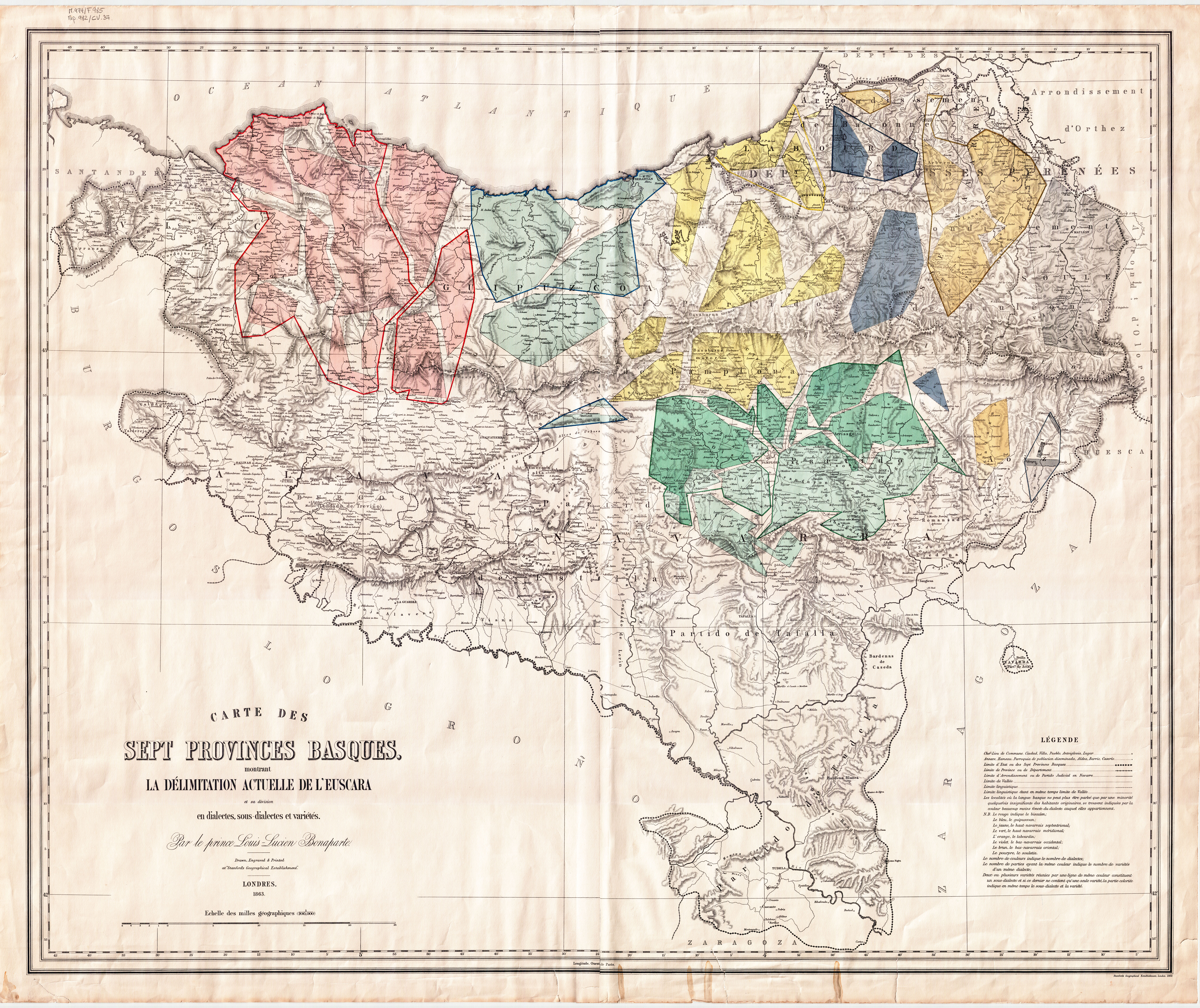
Carte des sept provinces basques (1), 1863

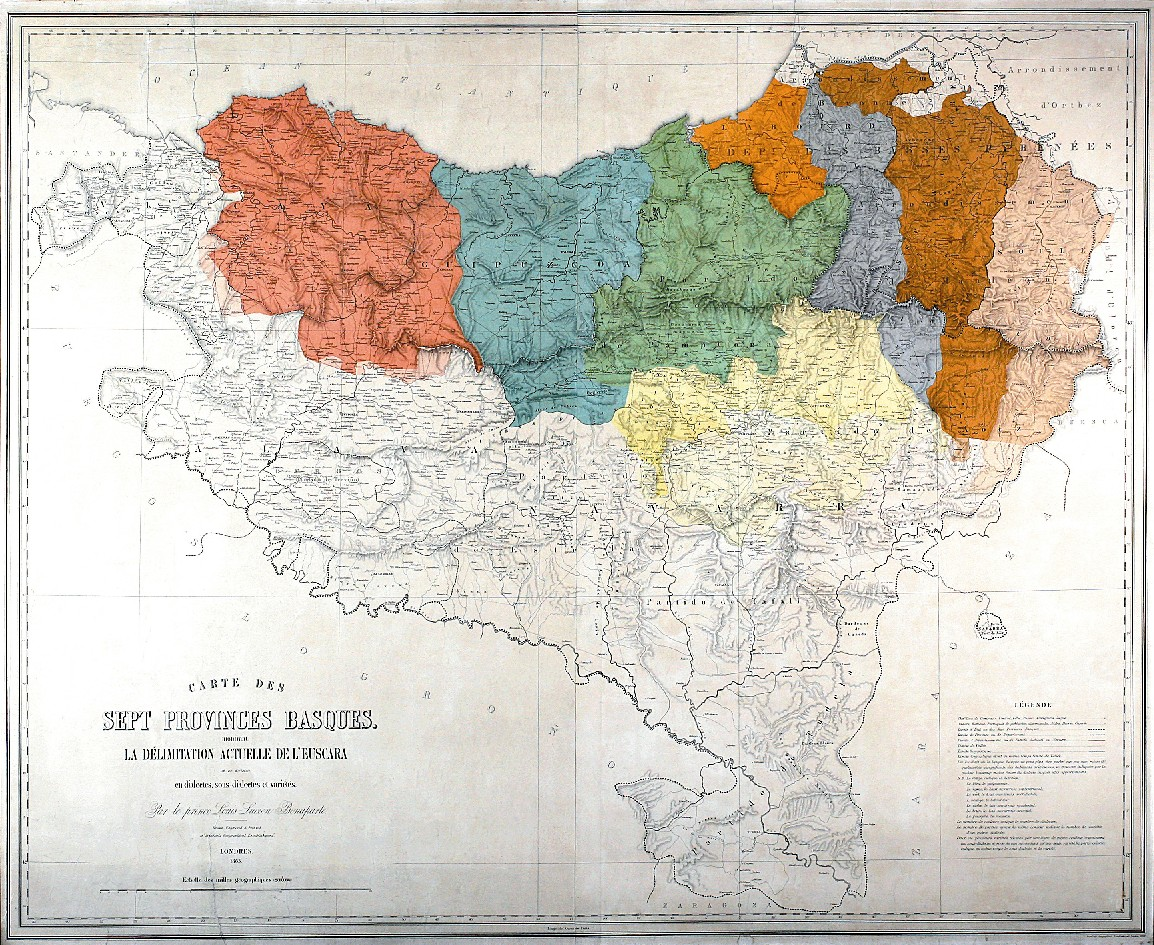
Carte des sept provinces basques (2), 1863

Les deux versions de la Carte des sept provinces basques montrant la délimitation actuelle de l'euscara en dialectes, sous-dialectes et variétés dressée en 1863 par le prince Louis-Lucien Bonaparte placent Montory en dehors de l'aire bascophone.
Le Recueil de linguistique et de toponymie des Pyrénées réalisé en 1887 par Julien Sacaze  nous livre pour Montory une version en gascon, composée d'une traduction de deux textes mythologiques, ainsi que d'une liste des micro-toponymes de la commune.
L'instituteur qui rédigea la version envoyée par Montory précise : " Placée sur la route d'Oloron à Mauléon, elle est la première qu'on rencontre en Soule en quittant la vallée des Barétous - arrondissement d'Oloron - et la seule du canton où l'on parle béarnais ; mais d'après les noms des lieux et des maisons les plus anciennes, nous sommes certains que dans un temps plus ou moins reculé l'idiome en usage dans la commune était le basque. "
Le Recueil des idiomes de la région gasconne réalisé en 1894 par le linguiste Édouard Bourciez nous livre pour Montory une version de la parabole de l'enfant prodigue traduite en gascon.
La carte du Pays basque français dressée en 1943 par Maurice Haulon laisse apparaître la "démarcation actuelle entre la langue basque et les dialectes romans". La commune de Montory est située à cheval entre les deux langues (basque et gasconne).
Dans son livre Les Basques édité en 1955, le bascologue Philippe Veyrin analyse plusieurs aspects de l'histoire et des traditions du Pays basque. Il présente également la limite entre langue basque et dialecte gascon, faisant état de chacune des ultimes communes bascophones. Il ajoute : " Toutes ces localités sont entièrement basques de langue, sauf Urt et Bardos à une extrémité, Montory à l’autre, devenues plus qu’à demi gasconnes ou béarnaises. "
D'après la Morfología del verbo auxiliar vasco [Morphologie du verbe auxiliaire basque], Montory est située dans l'aire bascophone, et plus précisément de dialecte souletin. Son auteur Pedro de Yrizar estime dans les années 1970-1972 le nombre de locuteurs basques à 16.7 %, soit l'un des taux les plus faibles de Soule. En 2010, le pourcentage était estimé à 62.18 %.
Dans le choix des communes dites les plus adaptées pour réaliser une étude linguistique sur le dialecte souletin, l'auteur, assisté du linguiste et philologue René Lafon, précise pour Montory : " localité dont un quartier seulement est de langue basque; frontière basco-romane ".
Selon Jacques Allières qui dresse en 1977 la frontière linguistique de la langue basque, " Montory, à l'est d'Arette, est bilingue".

### Patrimoine civil

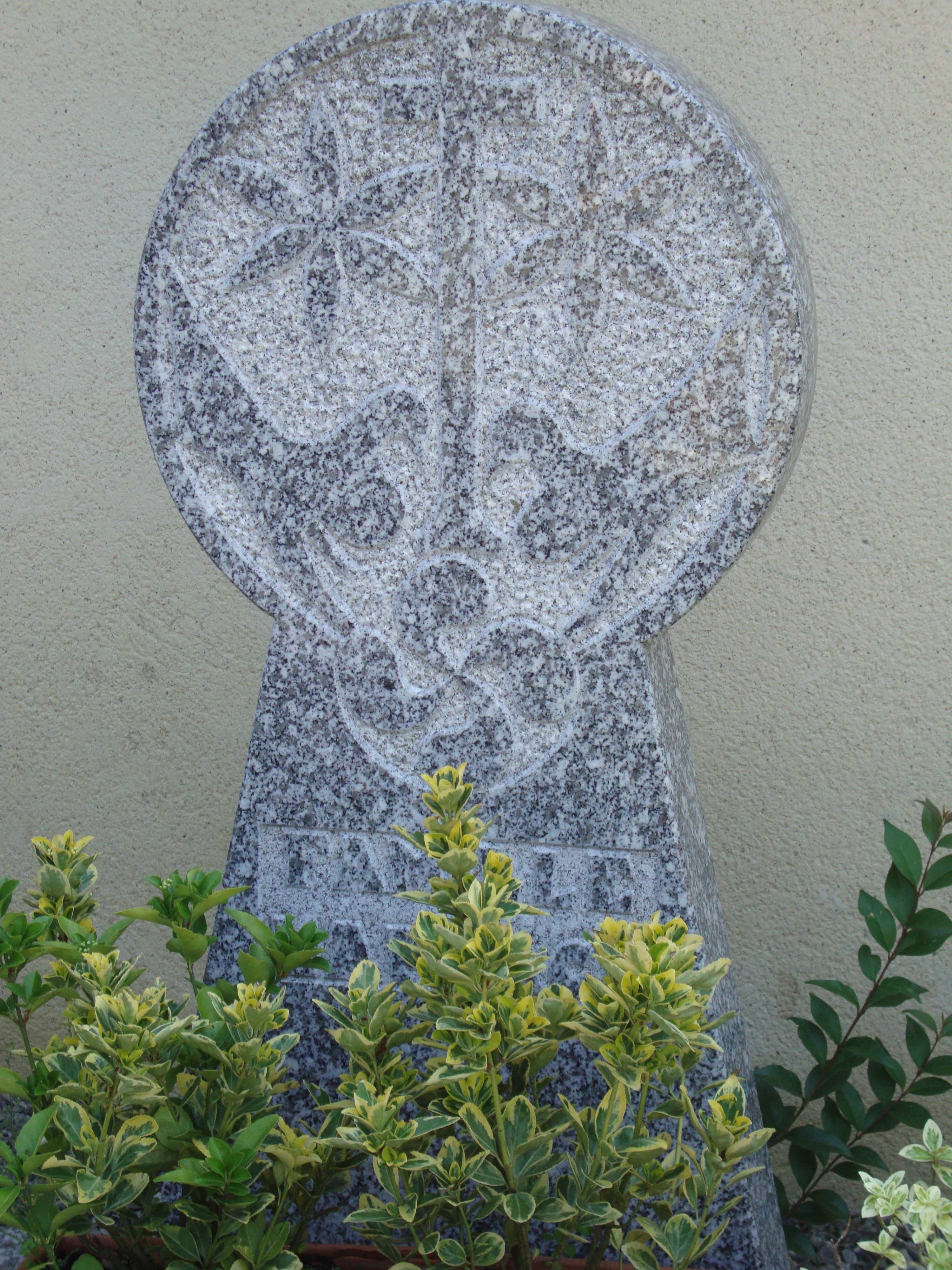
Stèle discoïdale.

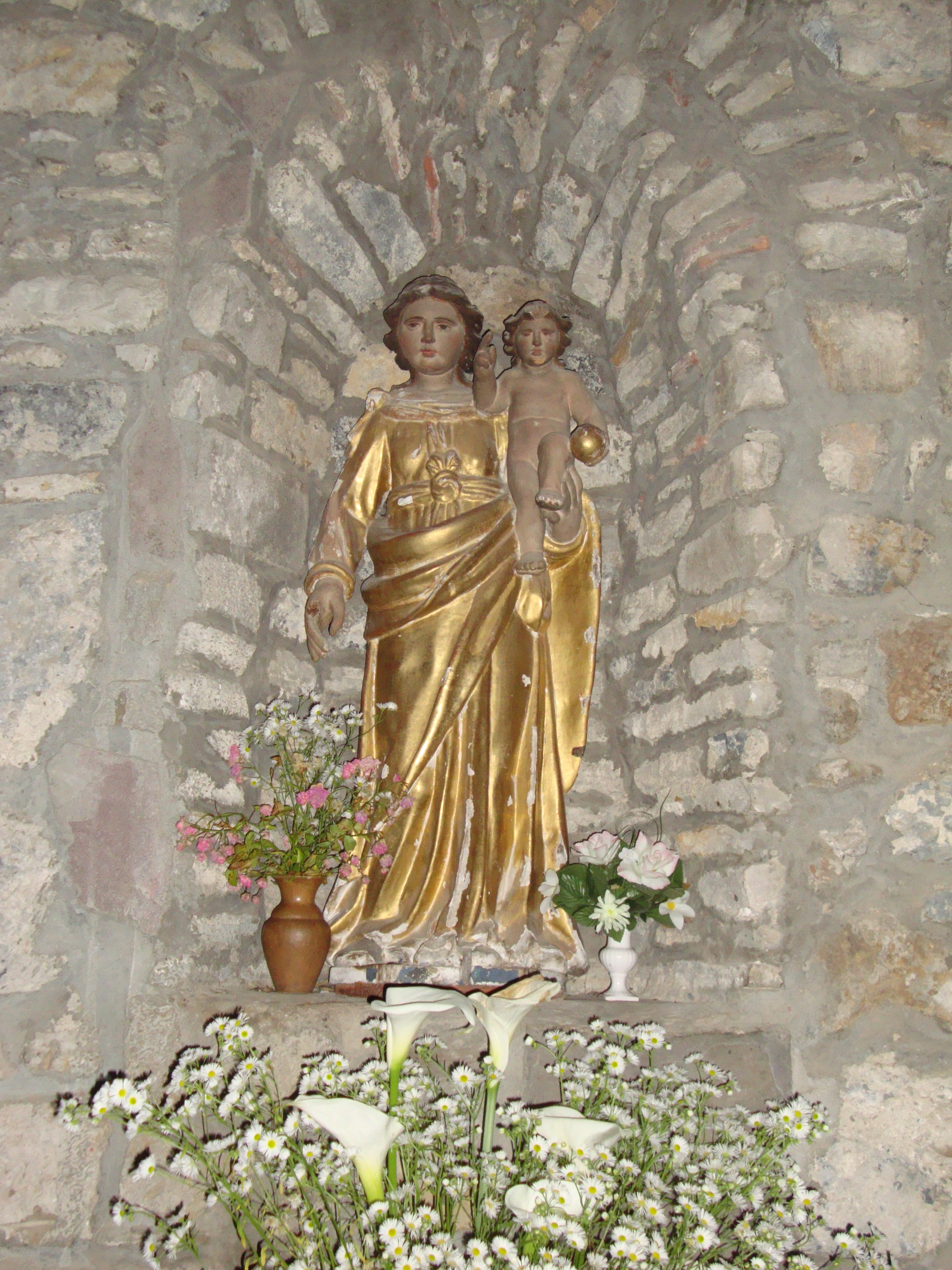
Statue Vierge et Enfant.

### Patrimoine religieux

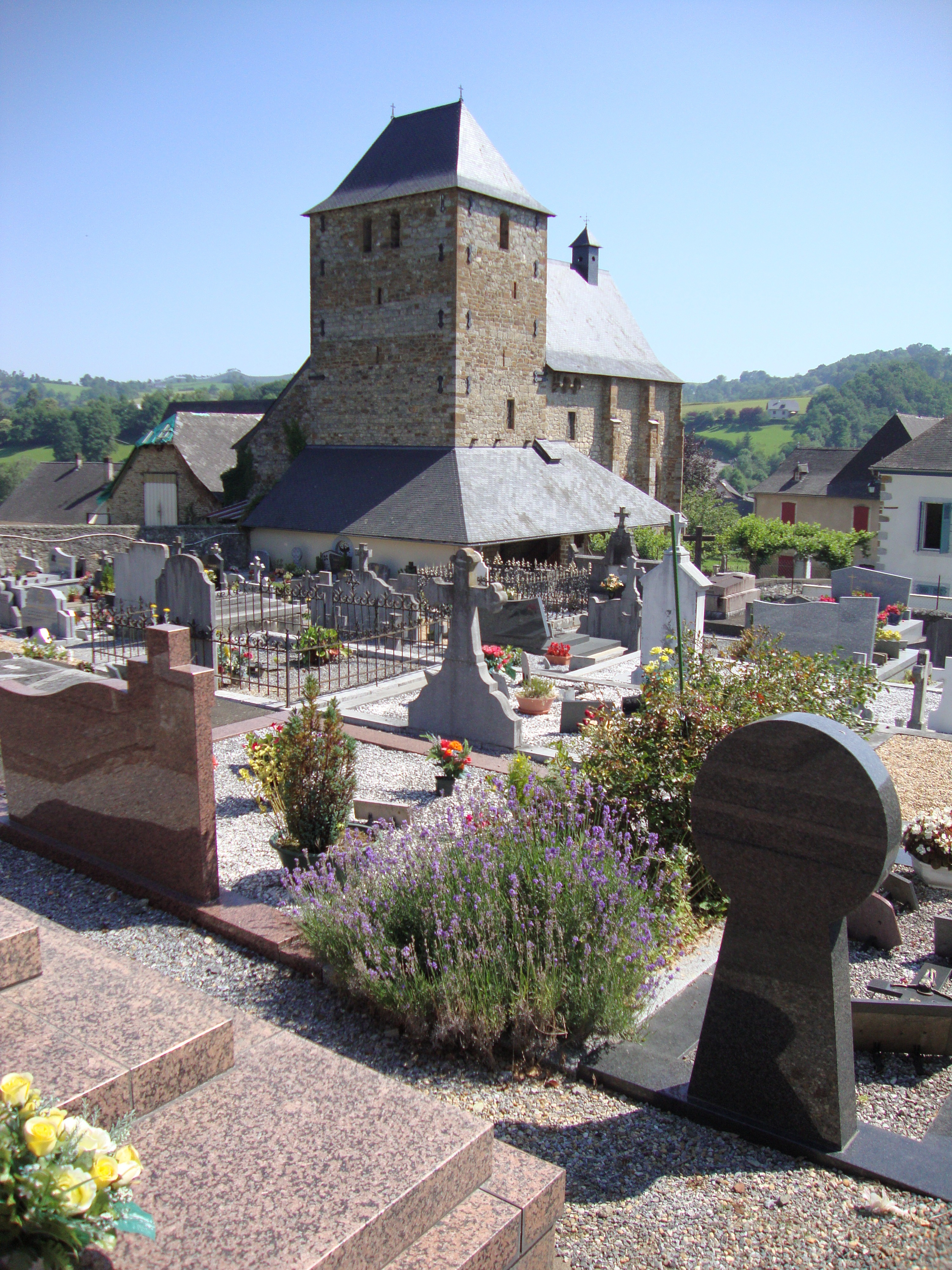
L'église, la tour et le cimetière.

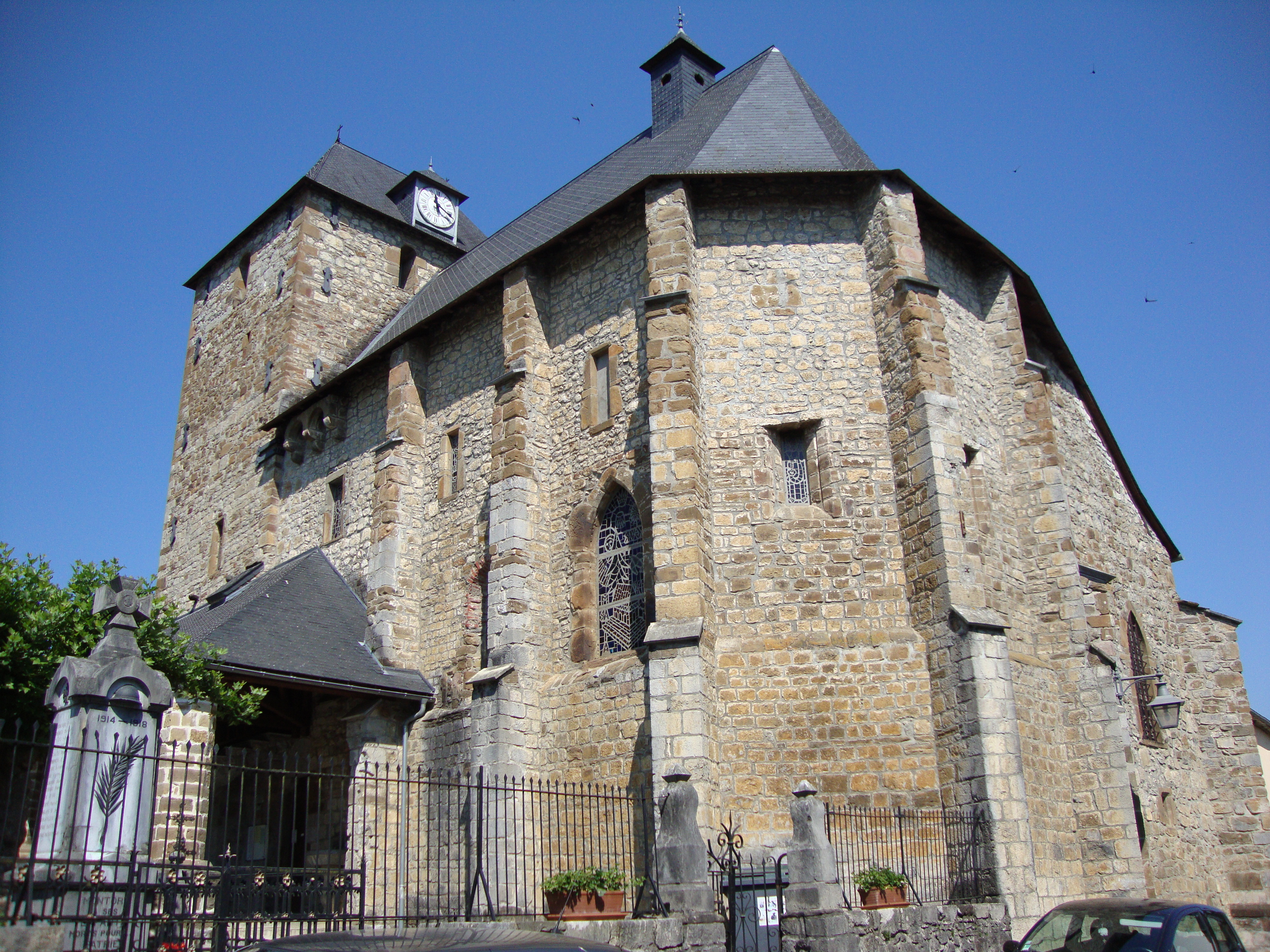
L'église côté chevet.

L’église Saint-Martin-et-Sainte-Amélie date du XIIe siècle. Elle reflète un style de transition (entre le roman et le gothique) à clocher donjon et arches en ogive, remaniée à la suite des dégradations subies aux XVIe et XVIIe siècles. On remarque la présence de blason, machicoulis et chrisme. L'église recèle un retable du début XVIIIe siècle. Elle est un ancien relais sur les chemins de Saint-Jacques.

## Équipements

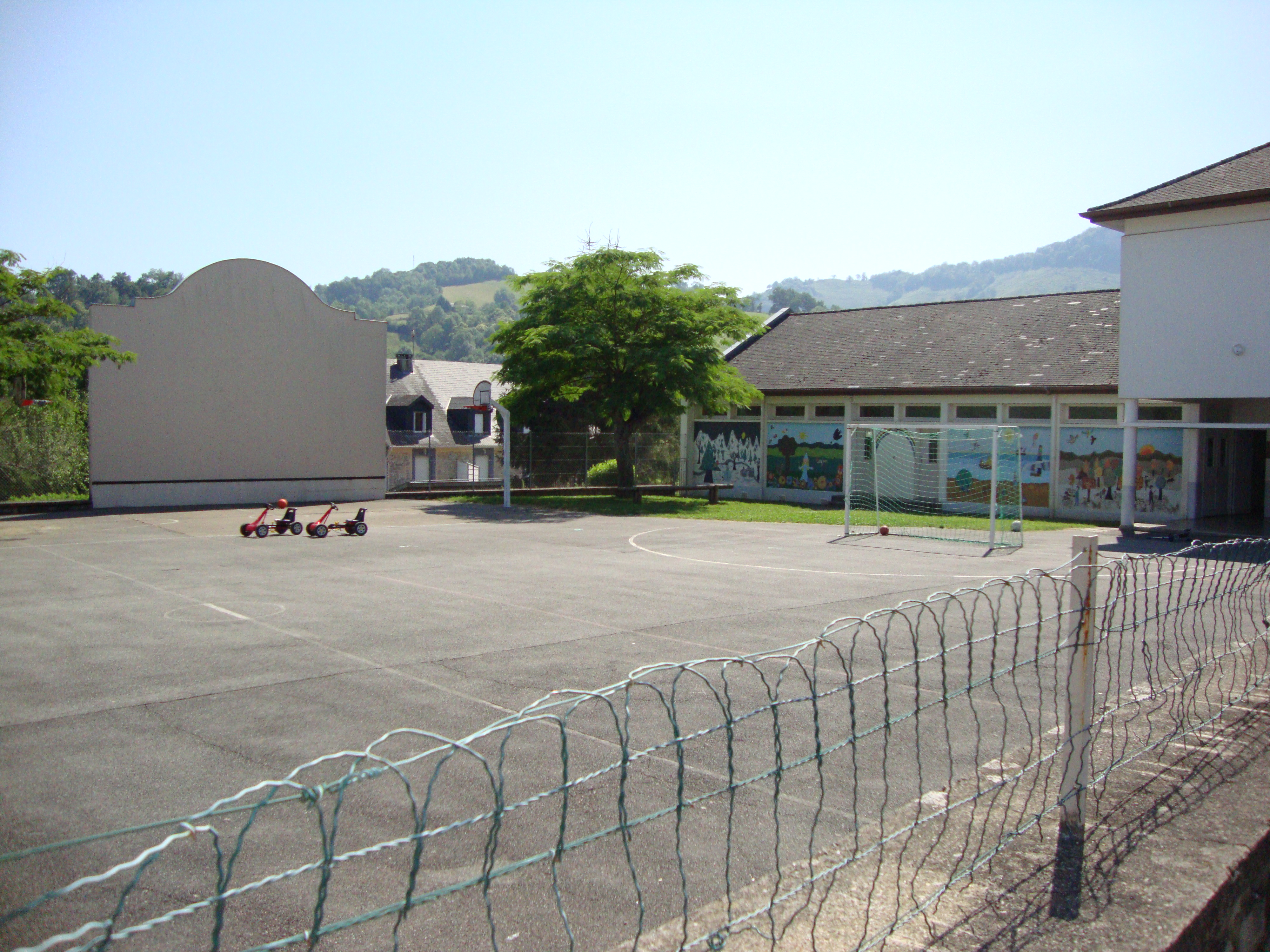
Le fronton et l'école.

La commune dispose d'une école primaire à deux classes avec cantine et garderie, ainsi que d'un fronton couvert mur à gauche.